# Відродження (політична партія)
«Відро́дження» — у минулому проросійська політична партія, створена у 2004 році в Україні. Керівник партії — Віктор Бондар. Власники партії — Віталій Хомутиннік та Геннадій Кернес. Після парламентських виборів в Україні 2019 року партія де-факто припинила діяти: офіційний вебсайт vidrodzhennya.org.ua не оновлювався з 2019 року
Зареєстрована 15 червня 2004 (№ 97-п.п.). Перший голова партії — Міністр транспорту та зв'язку України — генеральний директор Укрзалізниці — Георгій Кірпа, після його трагічної загибелі політвиконком партії очолив Сергій Демиденко.
Деякі політичні експерти пов'язували у 2015 році партію Відродження, разом з партією УКРОП, з олігархом Ігорем Коломойським. Обидві партії де-факто припинили існування у 2019—2020 роках зробивши частковий ребрендинг та трансформувашись в партію За майбутнє, зокрема лідер партії Відродження Віктор Васильович Бондар є членом саме фракції «За майбутнє» у поточному IX скликанні ВРУ.

## Ідеологія

### Проросійська ідеологія партії
Я зазначала А. Потіха, науковий співробітник Центру досліджень соціальних комунікацій НБУВ, за інформацією ЗМІ, станом на 2015 рік олігарх Ігор Коломойський опікувався кількома політичними проектами, які формально могли бути дуже різними за ідеологічною спрямованістю, однак які могли однаково допомагати Коломойському впливати на владу: зокрема, ЗМІ пов'язували Коломойського як з показово антиросійською, проукраїнською та патріотичною партією «УКРОП», так і з партією «Відродження», яка дотримується діаметрально протилежних до «УКРОПу» поглядів.

## Історія

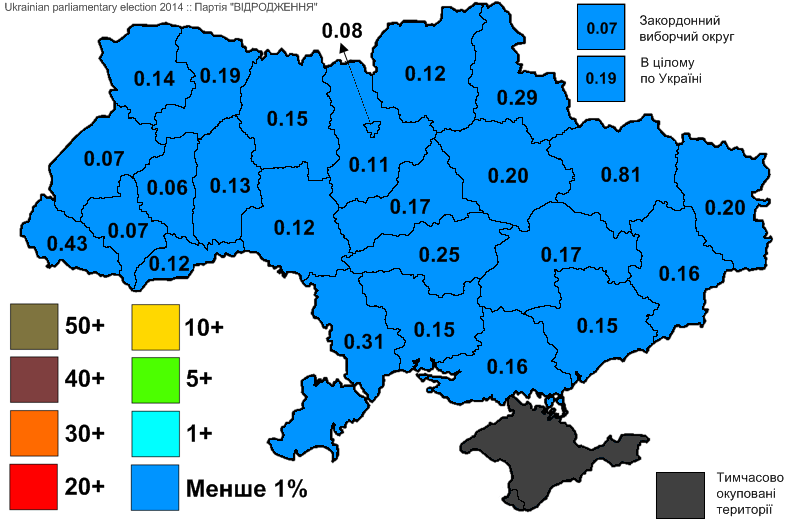
Результати виборів до ВР України, 2014

У грудні 2005-го у ВРУ була створена фракція партії «Відродження». З 20 грудня 2005 р. по 28 травня 2011 р. головою партії був Василь Гладкіх.
З 28 квітня 2011 в. о. голови партії став Віктор Остапчук. На виборах 2006 року партія отримала 0,96 % голосів і до ВРУ не потрапила. Найбільшу підтримку партія мала на Закарпатті, Одещині та Харківщині (понад 2 %).

### Вибори 2014
19 вересня 2014 року ЦВК зареєструвала партію в загальнонаціональному багатомандатному виборчому окрузі на позачергові вибори депутатів Верховної Ради. До списку партії увійшли 90 осіб (список).

5 червня 2015 — з'їзд оновленої партії, де було оголошено, що основне її завдання — опозиція чинній владі.До партії увійшли мажоритарні депутати, які після свого обрання на парламентських виборах створили однойменну депутатську групу у ВРУ. Головою партії став нардеп Віктор Бондар.

#### Депутатська група
6 березня 2015 року у Верховній раді VIII скл. була створена група «Відродження», переважно з колишніх членів Партії регіонів. До складу групи увійшло 22 народних депутати, що пройшли до ВРУ за мажоритарними виборчими округами.
Співголовами стали Віталій Хомутиннік, Віктор Бондар та Валерій Писаренко. З 17 червня 2015 року змінила назву на «Партія „Відродження“» Групу очолює Віктор Бондар.
Згодом більшість членів депутатської групи "Партія «Відродження» вступили до лав однойменної партії, що дозволило одразу розпочати реалізацію її програми у Верховній раді.

### Вибори 2019
На початку травня 2019 року в українських ЗМІ ходили чутки що партія «Відродження» об'єднується разом з партією міського голови Одеси Геннадія Труханова «Довіряй ділам» та частиною партії «Наш край». Однак вже наприкінці травня 2019 року лідери партії «Наш край» публічно заперечували участь в об'єднанні з «Відродженням» і «Довєряй дєлам».
7 червня 2019 року партії «Опозиційний блок», «Партія миру та розвитку», «Наші», «Відродження» та «Довіряй ділам» об'єдналися перед парламентськими виборами.

### Депутатська група (2015-2020)
- Барвіненко Віталій Дмитрович
- Березкін Станіслав Семенович
- Біловол Олександр Миколайович
- Бобов Геннадій Борисович
- Бондар Віктор Васильович
- Гєллєр Євгеній Борисович
- Гуляєв Василь Олександрович
- Зубик Володимир Володимирович
- Ільюк Артем Олександрович
- Кацуба Володимир Михайлович
- Кіссе Антон Іванович
- Клімов Леонід Михайлович
- Кулініч Олег Іванович
- Ничипоренко Валентин Миколайович
- Остапчук Віктор Миколайович
- Писаренко Валерій Володимирович (співголова)
- Пресман Олександр Семенович
- Святаш Дмитро Володимирович
- Хомутиннік Віталій Юрійович
- Шаповалов Юрій Анатолійович
- Шипко Андрій Федорович
- Шкіря Ігор Миколайович
- Яценко Антон Володимирович